# Châteauneuf-sur-Cher
Pour les articles homonymes, voir Châteauneuf.

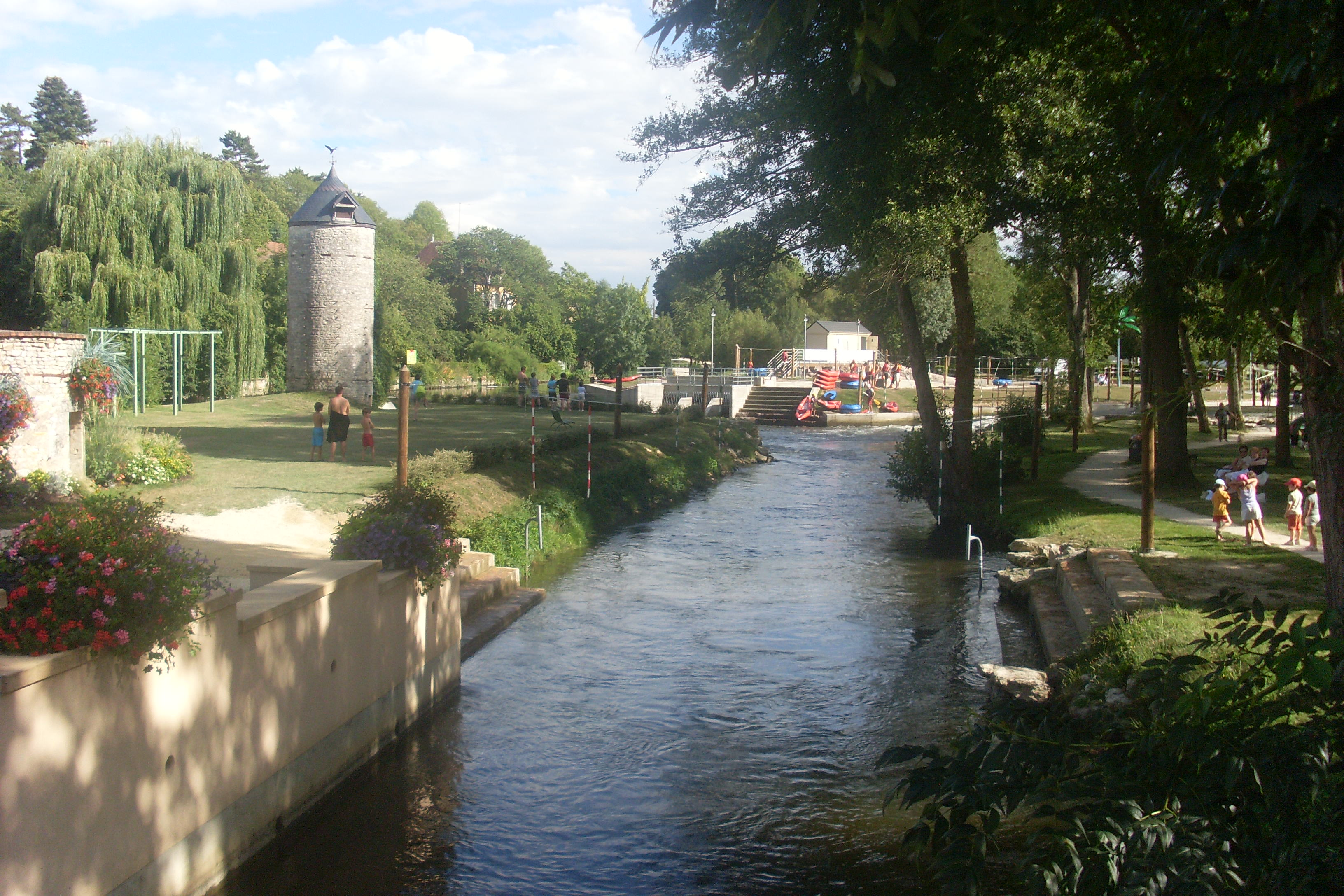
Le Cher

Châteauneuf-sur-Cher est une commune française située dans le département du Cher en région Centre-Val de Loire.

## Géographie

### Climat
Pour des articles plus généraux, voir Climat du Centre-Val de Loire et Climat du Cher.
En 2010, le climat de la commune est de type climat océanique dégradé des plaines du Centre et du Nord, selon une étude du CNRS s'appuyant sur une série de données couvrant la période 1971-2000. En 2020, Météo-France publie une typologie des climats de la France métropolitaine dans laquelle la commune est exposée à un climat océanique altéré et est dans une zone de transition entre les régions climatiques « Centre et contreforts nord du Massif Central » et « Ouest et nord-ouest du Massif Central ». 
Pour la période 1971-2000, la température annuelle moyenne est de 11,8 °C, avec une amplitude thermique annuelle de 15,6 °C. Le cumul annuel moyen de précipitations est de 728 mm, avec 10,5 jours de précipitations en janvier et 7,3 jours en juillet. Pour la période 1991-2020, la température moyenne annuelle observée sur la station météorologique la plus proche, située sur la commune de Lignières à 16 km à vol d'oiseau, est de 12,2 °C et le cumul annuel moyen de précipitations est de 774,6 mm,. Pour l'avenir, les paramètres climatiques de la commune estimés pour 2050 selon différents scénarios d'émission de gaz à effet de serre sont consultables sur un site dédié publié par Météo-France en novembre 2022.

## Urbanisme

### Typologie
Au 1er janvier 2024, Châteauneuf-sur-Cher est catégorisée bourg rural, selon la nouvelle grille communale de densité à 7 niveaux définie par l'Insee en 2022.
Elle est située hors unité urbaine. Par ailleurs la commune fait partie de l'aire d'attraction de Bourges, dont elle est une commune de la couronne,. Cette aire, qui regroupe 111 communes, est catégorisée dans les aires de 50 000 à moins de 200 000 habitants,.

### Occupation des sols
L'occupation des sols de la commune, telle qu'elle ressort de la base de données européenne d’occupation biophysique des sols Corine Land Cover (CLC), est marquée par l'importance des territoires agricoles (77,8 % en 2018), une proportion sensiblement équivalente à celle de 1990 (78,5 %). La répartition détaillée en 2018 est la suivante : terres arables (60,9 %), forêts (14,3 %), prairies (10,5 %), zones agricoles hétérogènes (6,4 %), zones urbanisées (6,3 %), milieux à végétation arbustive et/ou herbacée (1,6 %).
L'évolution de l’occupation des sols de la commune et de ses infrastructures peut être observée sur les différentes représentations cartographiques du territoire : la carte de Cassini (XVIIIe siècle), la carte d'état-major (1820-1866) et les cartes ou photos aériennes de l'IGN pour la période actuelle (1950 à aujourd'hui).

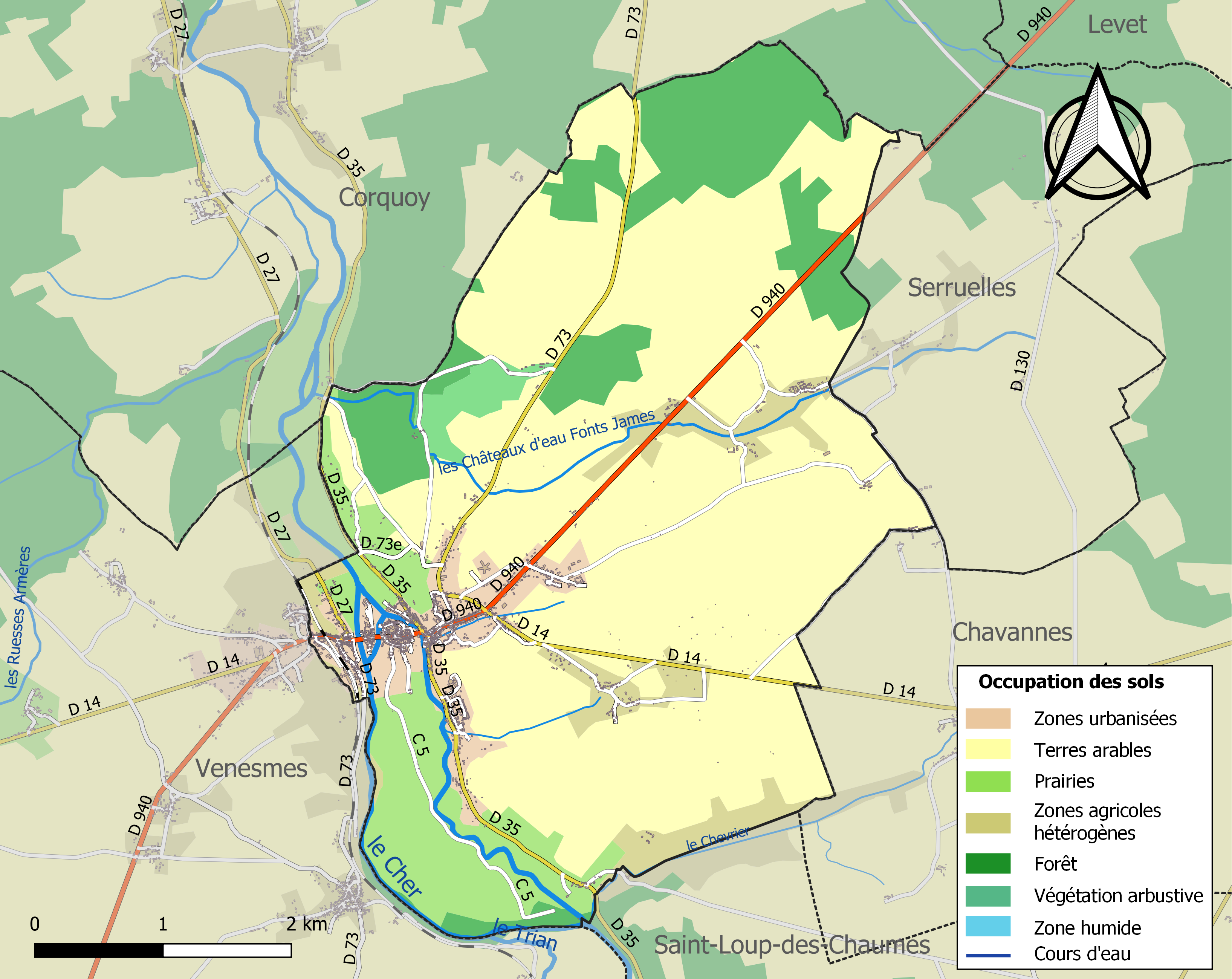
Carte des infrastructures et de l'occupation des sols de la commune en 2018 (CLC).

### Risques majeurs
Le territoire de la commune de Châteauneuf-sur-Cher est vulnérable à différents aléas naturels : météorologiques (tempête, orage, neige, grand froid, canicule ou sécheresse), inondations, mouvements de terrains et séisme (sismicité faible). Il est également exposé à trois risques technologiques, le transport de matières dangereuses et  le risque industriel et la rupture d'un barrage. Un site publié par le BRGM permet d'évaluer simplement et rapidement les risques d'un bien localisé soit par son adresse soit par le numéro de sa parcelle.

#### Risques naturels
Certaines parties du territoire communal sont susceptibles d’être affectées par le risque d’inondation par débordement de cours d'eau, notamment le Cher. La commune a été reconnue en état de catastrophe naturelle au titre des dommages causés par les inondations et coulées de boue survenues en 1982, 1988, 1993 et 1999,.

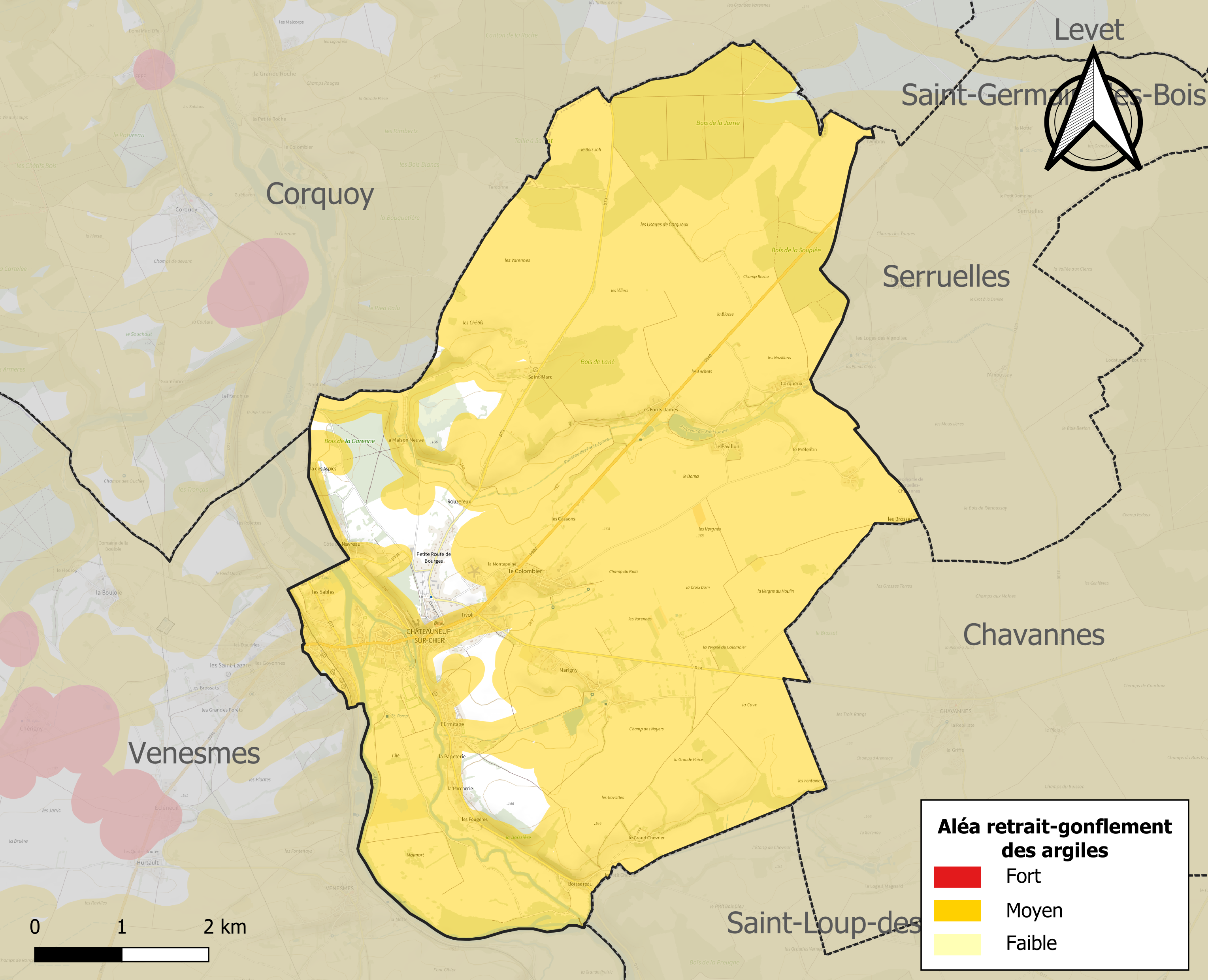
Carte des zones d'aléa retrait-gonflement des sols argileux de Châteauneuf-sur-Cher.

La commune est vulnérable au risque de mouvements de terrains constitué principalement du retrait-gonflement des sols argileux. Cet aléa est susceptible d'engendrer des dommages importants aux bâtiments en cas d’alternance de périodes de sécheresse et de pluie. 92,9 % de la superficie communale est en aléa moyen ou fort (90 % au niveau départemental et 48,5 % au niveau national). Sur les 937 bâtiments dénombrés sur la commune en 2019, 847 sont en aléa moyen ou fort, soit 90 %, à comparer aux 83 % au niveau départemental et 54 % au niveau national. Une cartographie de l'exposition du territoire national au retrait gonflement des sols argileux est disponible sur le site du BRGM,.
Concernant les mouvements de terrains, la commune a été reconnue en état de catastrophe naturelle au titre des dommages causés par la sécheresse en 2018 et 2019 et par des mouvements de terrain en 1999.

#### Risques technologiques
La commune est exposée au risque industriel du fait de la présence sur son territoire d'une entreprise soumise à la directive européenne SEVESO.
Le risque de transport de matières dangereuses sur la commune est lié à sa traversée par des infrastructures routières ou ferroviaires importantes ou la présence d'une canalisation de transport d'hydrocarbures. Un accident se produisant sur de telles infrastructures est en effet susceptible d’avoir des effets graves au bâti ou aux personnes jusqu’à 350 m, selon la nature du matériau transporté. Des dispositions d’urbanisme peuvent être préconisées en conséquence.
La commune est en outre située en aval du barrage de Rochebut, de classe A et faisant l'objet d'un PPI. À ce titre elle est susceptible d’être touchée par l’onde de submersion consécutive à la rupture de cet ouvrage.

## Histoire

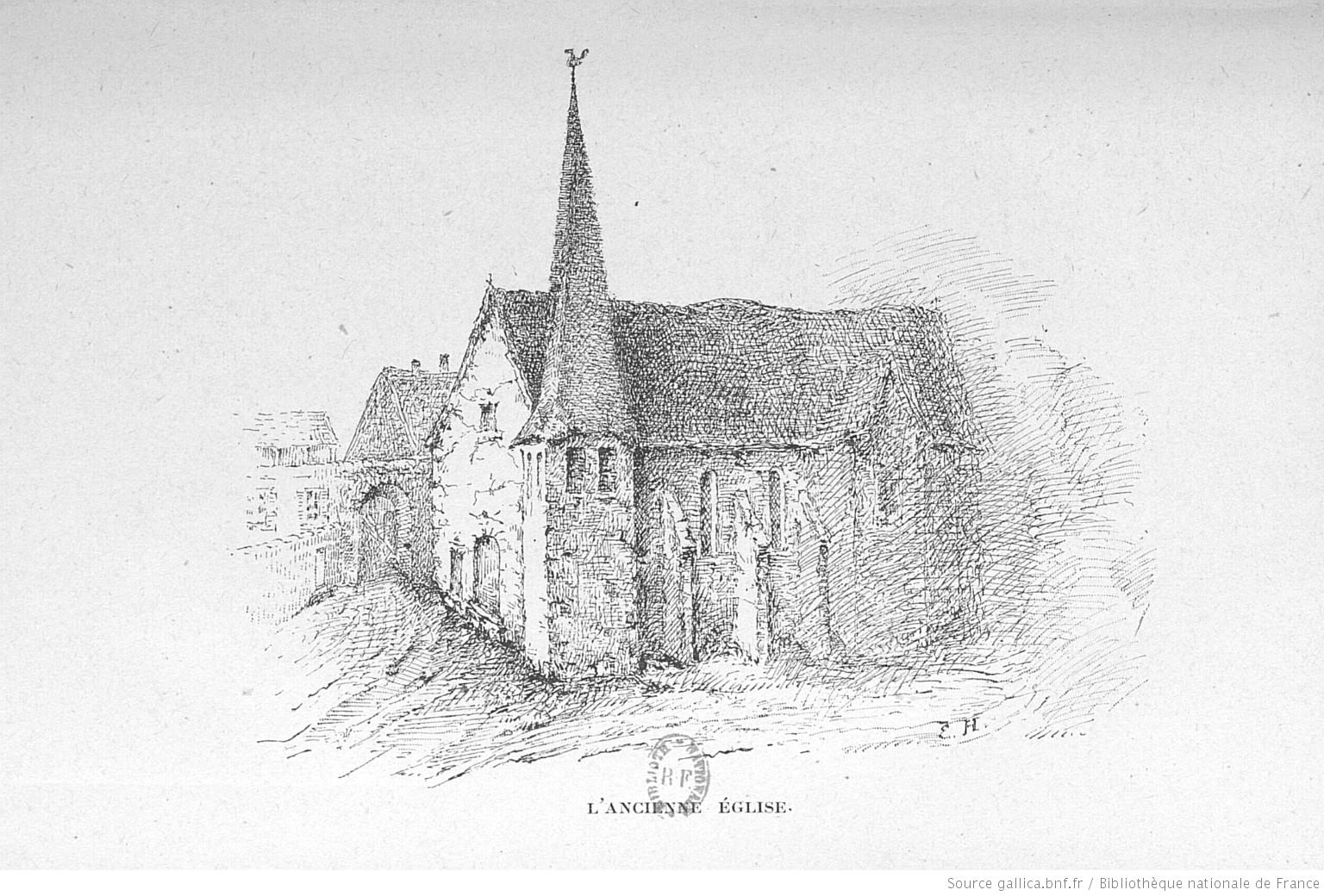
Ancienne église de Châteauneuf-sur-Cher

### Moyen Âge
Une forteresse est édifiée vers l'an mil en ce lieu qui était à la limite de la vicomté de Bourges et de la seigneurie de Déols, et donc à la frontière de la partie du Berry tournée vers l'Aquitaine et de la partie qui était sous l'influence de la maison de Blois-Champagne.
Le 18 janvier 1038, le seigneur de Déols-Châteauroux,Eudes Ier de Déols, vainc une armée conduite par l’archevêque de Bourges Aymon de Bourbon, qui voulait ainsi faire respecter par la force la paix de Dieu. À la suite de cette victoire, Châteauneuf devint possession de la famille de Déols-Châteauroux.
Le 10 août 1183, le chef de mercenaires Raymond Brun meurt à Châteauneuf-sur-Cher.
Aux XIIIe – XVIe siècles, les Culan en sont les seigneurs.

### Période moderne
En 1569, de violents combats opposent les catholiques et les protestants. L'ancienne église de Châteauneuf est incendiée. Une nouvelle église dédiée à Saint-Pierre sera construite et consacrée le 6 avril 1588 par Monseigneur Renaud de Beaune, archevêque de Bourges. Le maître-autel contient des reliques de saint Clément, saint Jacques le Majeur et saint Symphorien.
Aux XVIe et XVIIe siècles, la famille de L'Aubespine fut titrée baron puis marquis de Châteauneuf (le ministre Claude, son fils cadet Guillaume, et le fils cadet de ce dernier, Charles). Aux XVIIe et XVIIIe siècles, Colbert puis Pontchartrain en furent barons.
La paroisse était située à l’origine à Marigny, jusqu’à la construction du château à Châteauneuf. Le château a créé un pôle d’attraction, et le village s’est petit à petit presque entièrement déplacé, jusqu’à ce que le village d’origine ne soit qu’un simple hameau.
Pendant la Révolution, la commune est rebaptisée Montagne-sur-Cher.

## Politique et administration

### Liste des maires
| Période                                  | Période   | Identité           | Étiquette | Qualité                                                          |
| ---------------------------------------- | --------- | ------------------ | --------- | ---------------------------------------------------------------- |
| Les données manquantes sont à compléter. |           |                    |           |                                                                  |
| ?                                        | 1986      | Daniel Perrot      | PCF       | Conseiller général du Canton de Chateauneuf-sur-Cher (1964-1988) |
| 1986                                     | juin 1995 | Jean Vigneron      | PCF       | Conseiller général du Canton de Chateauneuf-sur-Cher (1988-1994) |
| juin 1995                                | août 1998 | Louis Begassat     |           |                                                                  |
| août 1998                                | en cours  | William Pelletier, |           | Ancienne profession intermédiaire                                |

### Politique environnementale
Dans son palmarès 2016, le Conseil National des Villes et Villages Fleuris de France a attribué une fleur à la commune au Concours des villes et villages fleuris.

## Démographie
La communauté de Châteauneuf est en crise démographique au début du XVIIIe siècle, puisqu’elle passe de 203 feux en 1709 à 147 en 1726. L’hiver de 1709-1710 notamment cause de nombreuses pertes, ainsi que la grande canicule de 1719 (qui tua beaucoup par dysenterie).
L'évolution du nombre d'habitants est connue à travers les recensements de la population effectués dans la commune depuis 1793. Pour les communes de moins de 10 000 habitants, une enquête de recensement portant sur toute la population est réalisée tous les cinq ans, les populations de référence des années intermédiaires étant quant à elles estimées par interpolation ou extrapolation. Pour la commune, le premier recensement exhaustif entrant dans le cadre du nouveau dispositif a été réalisé en 2006.

En 2022, la commune comptait 1 362 habitants, en évolution de −6,46 % par rapport à 2016 (Cher : −2,48 %, France hors Mayotte : +2,11 %).
| 1793  | 1800  | 1806  | 1821  | 1831  | 1836  | 1841  | 1846  | 1851  |
| ----- | ----- | ----- | ----- | ----- | ----- | ----- | ----- | ----- |
| 1 556 | 1 608 | 1 732 | 1 700 | 2 019 | 2 248 | 2 219 | 2 381 | 2 699 |

| 1856  | 1861  | 1866  | 1872  | 1876  | 1881  | 1886  | 1891  | 1896  |
| ----- | ----- | ----- | ----- | ----- | ----- | ----- | ----- | ----- |
| 2 708 | 3 005 | 2 993 | 2 683 | 2 665 | 2 728 | 2 782 | 2 614 | 2 527 |

| 1901  | 1906  | 1911  | 1921  | 1926  | 1931  | 1936  | 1946  | 1954  |
| ----- | ----- | ----- | ----- | ----- | ----- | ----- | ----- | ----- |
| 2 389 | 2 400 | 2 358 | 2 030 | 2 015 | 2 007 | 1 940 | 2 010 | 1 880 |

| 1962  | 1968  | 1975  | 1982  | 1990  | 1999  | 2006  | 2011  | 2016  |
| ----- | ----- | ----- | ----- | ----- | ----- | ----- | ----- | ----- |
| 1 865 | 1 783 | 1 722 | 1 657 | 1 645 | 1 614 | 1 535 | 1 483 | 1 456 |

| 2021  | 2022  | - | - | - | - | - | - | - |
| ----- | ----- | - | - | - | - | - | - | - |
| 1 394 | 1 362 | - | - | - | - | - | - | - |

## Culture locale et patrimoine

### Lieux et monuments
- La basilique Notre-Dame-des-Enfants construite dans les années 1880. L'édifice est inscrit au titre des monuments historiques en 1983[35].
- Le château : datant du XVe siècle avec le donjon du XIe siècle est inscrit au titre des monuments historiques en 1926[36].
- La ferme de la Maison-Neuve inscrite au titre des monuments historiques en 1930[37].
- Le complexe des Eaux-Vives construit en 2008[38].

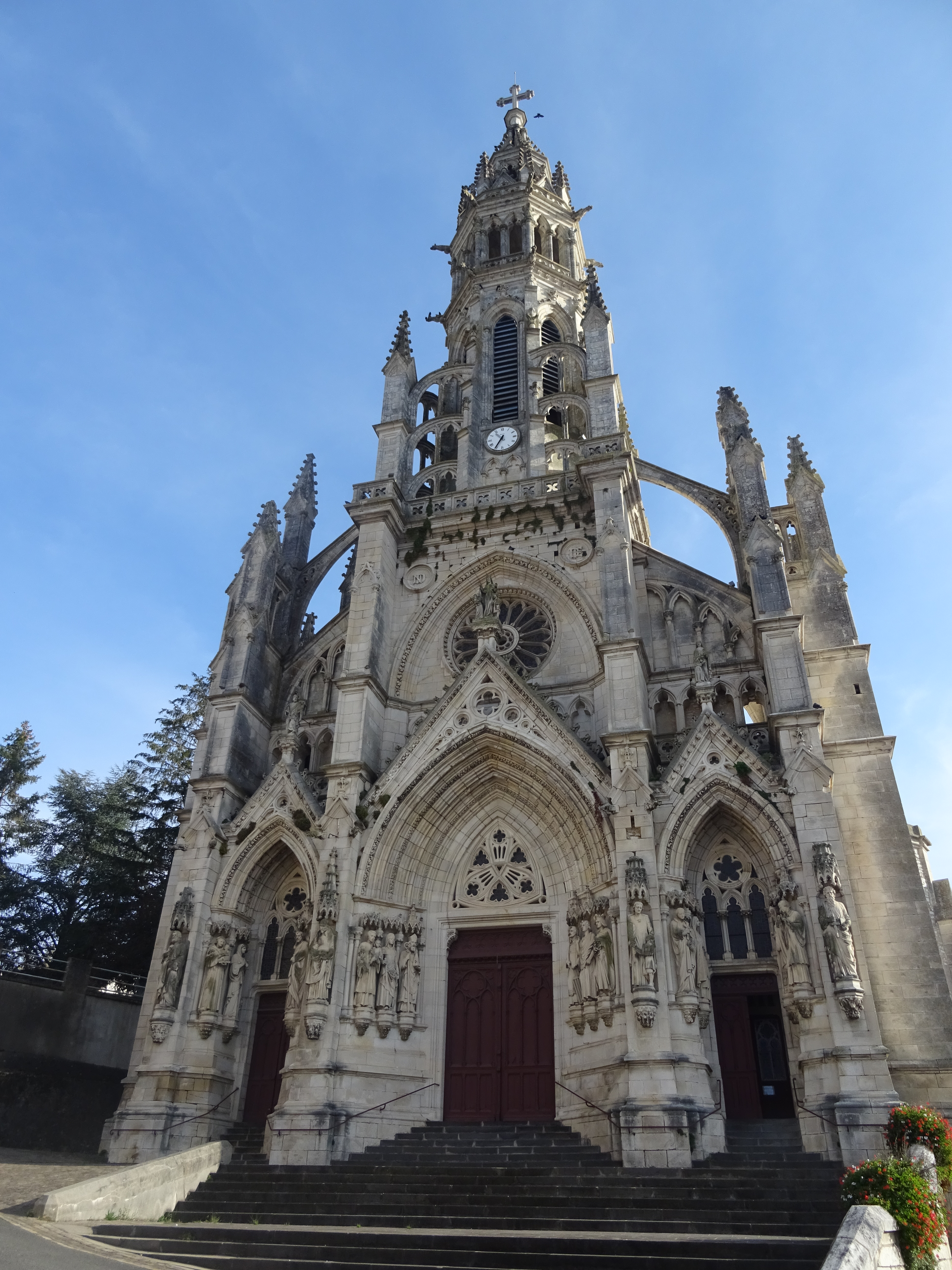
basilique Notre-Dame-des-Enfants
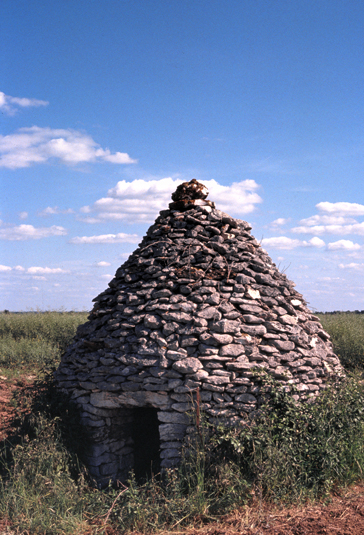
Cabane en pierre sèche.
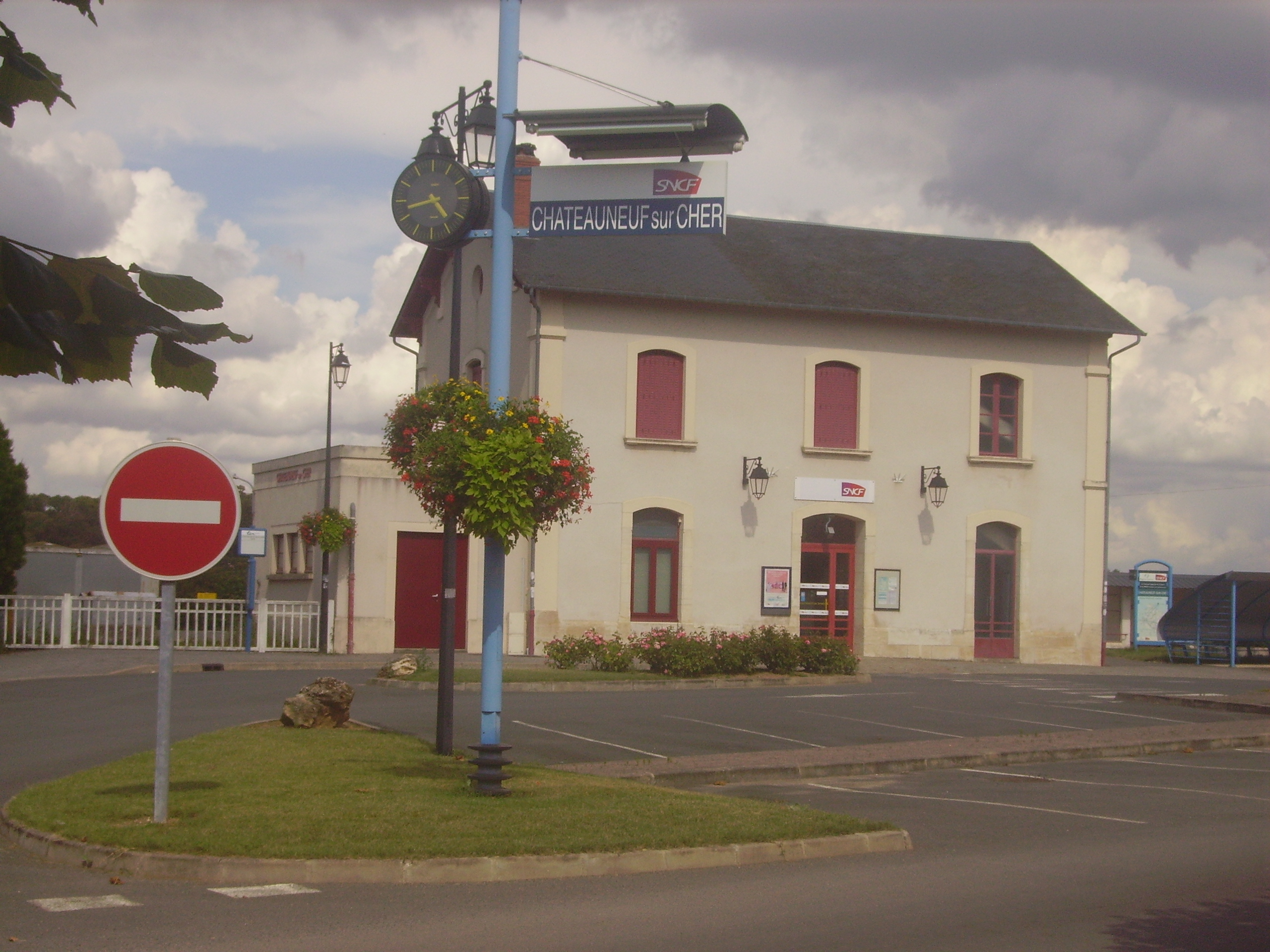
Gare de Châteauneuf-sur-Cher.

### Personnalités liées à la commune
- Étienne Bouzique (1801-1877), maire de Bourges et député du Cher, né et mort à Châteauneuf-sur-Cher.
- François Ernest Mallard (1833 - 1894), cristallographe et minéralogiste français, né à Châteauneuf-sur-Cher.
- Paul de Garros (1867-1923), romancier français, auteur de romans populaires, né à Châteauneuf-sur-Cher.

### Héraldique
| Blason de Châteauneuf-sur-Cher | La commune de Châteauneuf-sur-Cher porte : Écartelé : au 1er et au 4e de gueules aux trois fleurs d'aubépine d'argent, au 2e et au 3e d'azur au heaume d'argent taré de profil. |